# Aniruda de Mágada
Aniruda ou Aniruddha foi um rei de Mágada e o quarto imperador da Dinastia Harianka, dinastia que se estendeu num período de tempo entre o ano de 545 a.C. e o ano 413 a.C. Foi antecedido no trono por Udaiabadra e sucedido por Munda.